# جامع فردوس
جامع فردوس في فردوس، محافظة خراسان الجنوبية، إيران. يقع المسجد نحو الجنوب الغربي من المدينة، في وسط مدينة تون القديمة.